# Иванов, Анатолий Николаевич (архитектор)
Иванов Анатолий Николаевич (18 февраля 1912 года, Царицын — 8 октября 1977 года, Волгоград) — архитектор, член Союза архитекторов СССР (1938).

## Биография
- 1935 — окончил Новочеркасский институт инженеров коммунального хозяйства.
- 1935—1941 — архитектор Сталинградоблпроекта.
- 1938 — член Союза архитекторов СССР[1].
- 1945—1950 — старший архитектор Архитектурно-проектной мастерской при управлении Главного архитектора города Курска.
- 1950—1958 — главный архитектор Курскоблпроекта.

## Проекты и постройки

### Осуществлённые проекты

#### Курск

##### Жилые и общественные здания
- Восстановление и реконструкция мебельной и трикотажной фабрик (1947) (в соавторстве с архитектором Ивановым М. А., инженером-конструктором Лысовым В. А.)
- Восстановление и реконструкция 4-этажного 18-квартирного жилого дома по улице Мирной, 19 (1949).
- Общежитие на 235 мест по улице Ахтырской, 15А (1950).
- Архитектурное оформление школы № 22 по улице Почтовой, 40 (начало 1950-х).
- Восстановление секции жилого дома по улице Ленина, 19 (1952).
- Восстановление и реконструкция роддома по ул Ленина, 29 (1952).  памятник архитектуры (местного значения)[2]
- 3-этажный жилой дом на 34 квартиры по улице Дзержинского, 93 (1953).
- Восстановление и реконструкция административного здания УМВД Курской области по улице Ленина, 5 (1948) (в соавторстве с архитектором Поповым В. С.) — вторая премия в категории крупные гражданские здания в конкурсе на лучшие гражданские здания, выстроенные в городах и посёлках РСФСР в 1948 году[3].  памятник архитектуры (местного значения)[4]
- Здание Горкома ВКП(б) и Горсовета по улице Ленина, 1 (1957) (в соавторстве с архитекторами Стенюшиным П. Г., Власенко Н. С.).  памятник архитектуры (местного значения)[5]
- Здание гостиницы «Центральная» на 210 номеров по улице Ленина, 2 (1956) (в соавторстве с архитекторами Стенюшиным П. Г., Власенко Н. С.). памятник архитектуры (местного значения)[6]
- 3-этажный 42-квартирный жилой дом по улице Резиновой, 5 (1958) — два сблокированных жилых дома типового проекта 1-207-6 с повышением этажности на один этаж.
- 4-этажный 68-квартирный жилой дом на Привокзальной площади, 2 (1958) (в соавторстве с архитектором Гаркушей Д. И.) — повторное применение проекта жилого дома № 1, с переработкой проекта, на базе типовых секций серии 11.
- Здание Советской партийной школы по улице Ленина, 43 (1959) (в соавторстве с архитектором Гаркушей Д. И.). памятник архитектуры (местного значения)[7]
- Дом связи на Красной площади, 8 (1960) (в соавторстве с архитектором Гаркушей Д. И.).  памятник архитектуры (местного значения)[8]
- 4-этажный 51-квартирный жилой дом на Привокзальной площади, 1 (1961) (в соавторстве с архитектором Гаркушей Д. И.) — проект жилого дома на базе типовых секций серии 11.

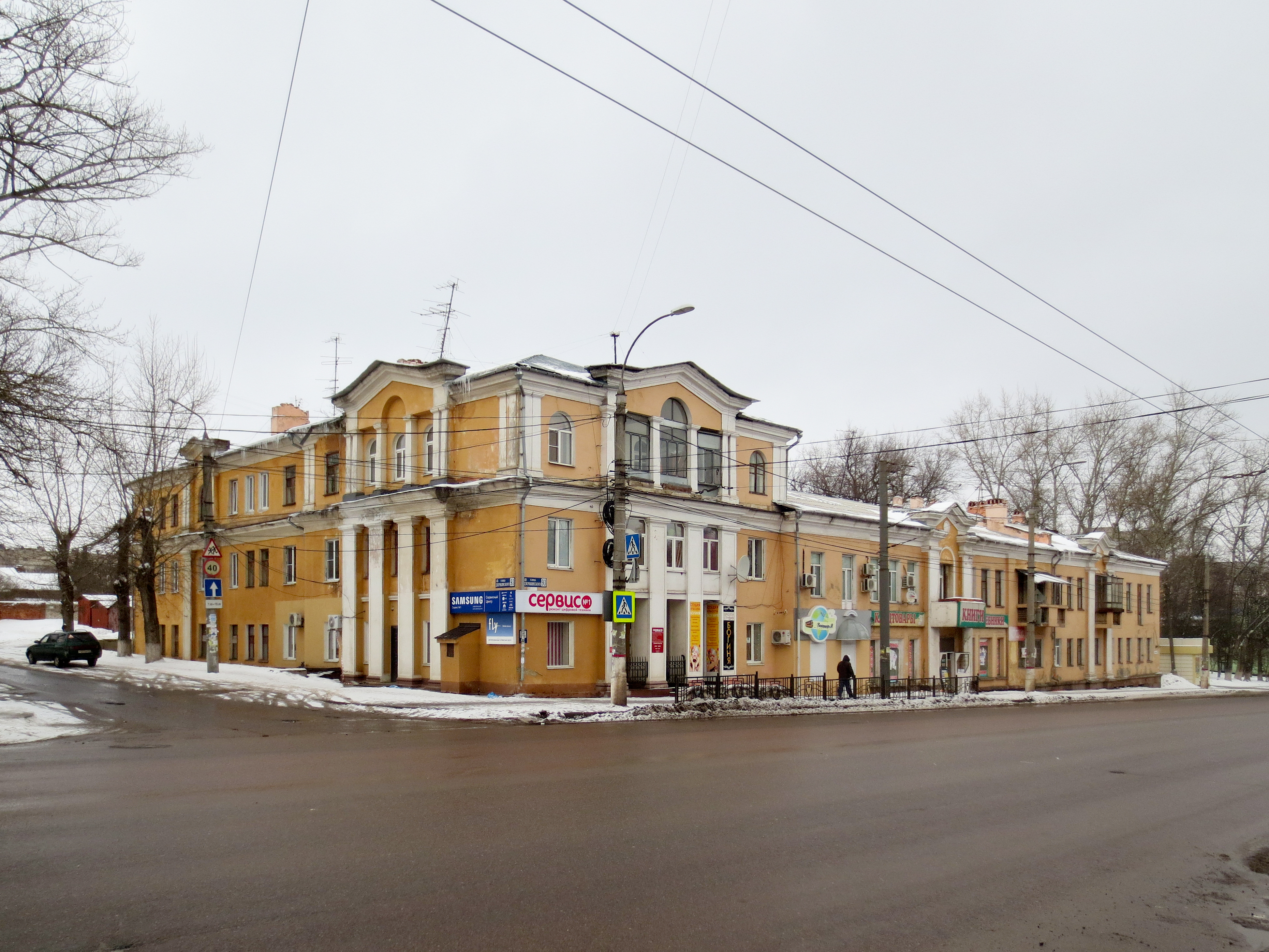
3-этажный жилой дом на 34 квартиры по улице Дзержинского, 93
Здание гостиницы «Центральная» на 210 номеров и Горкома ВКП(б) с Горсоветом
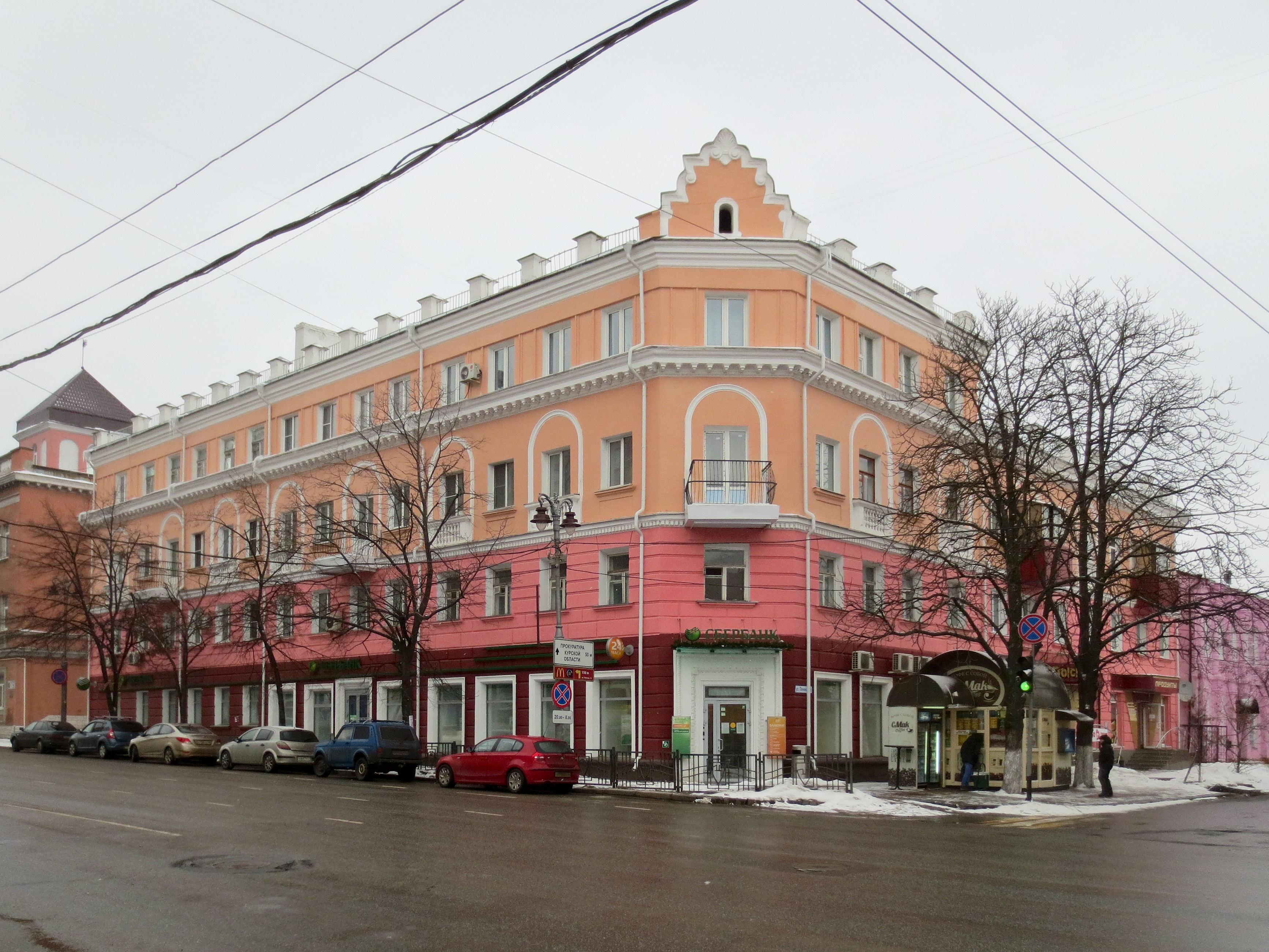
Жилой дом по улице Ленина, 19
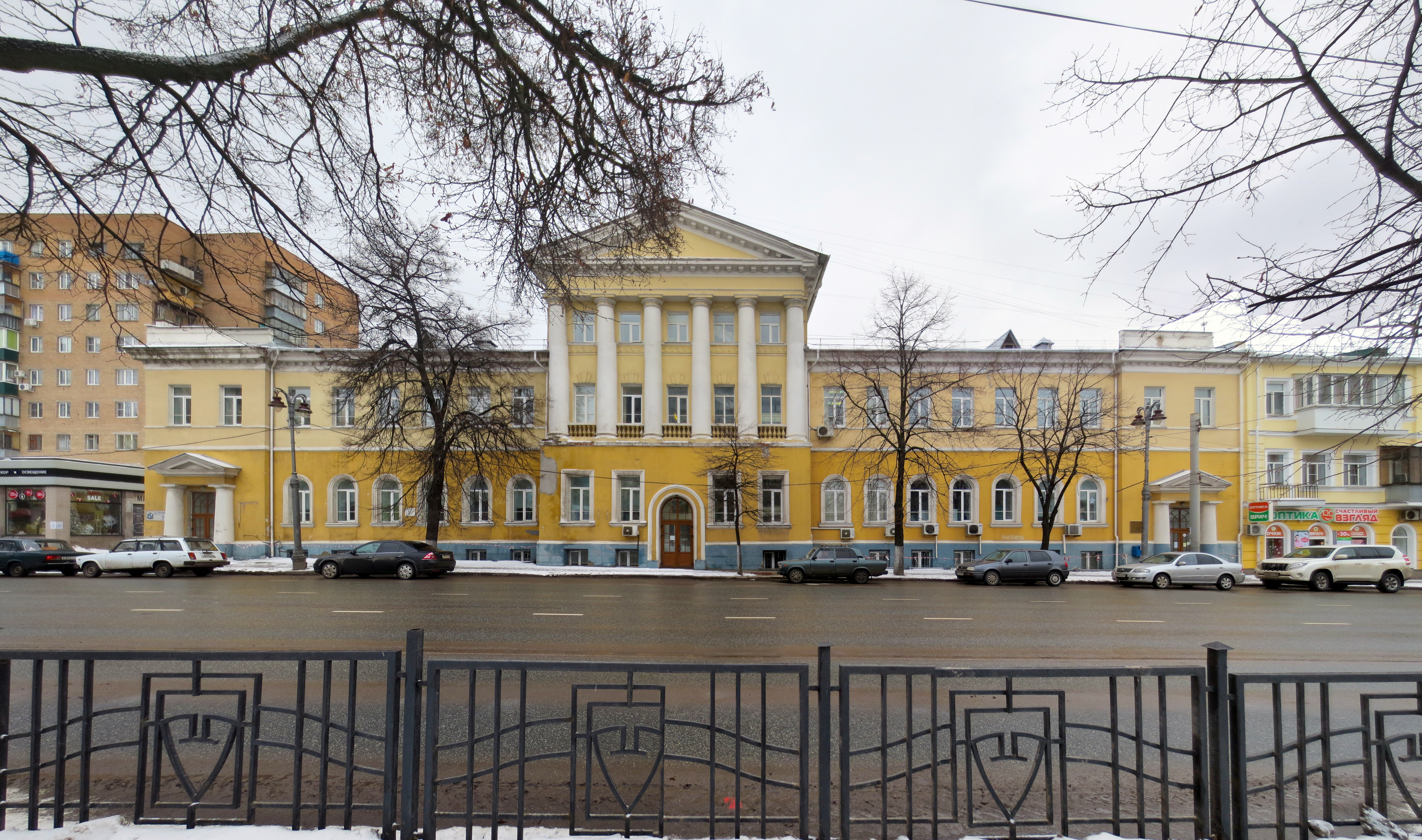
Роддом по ул Ленина, 29
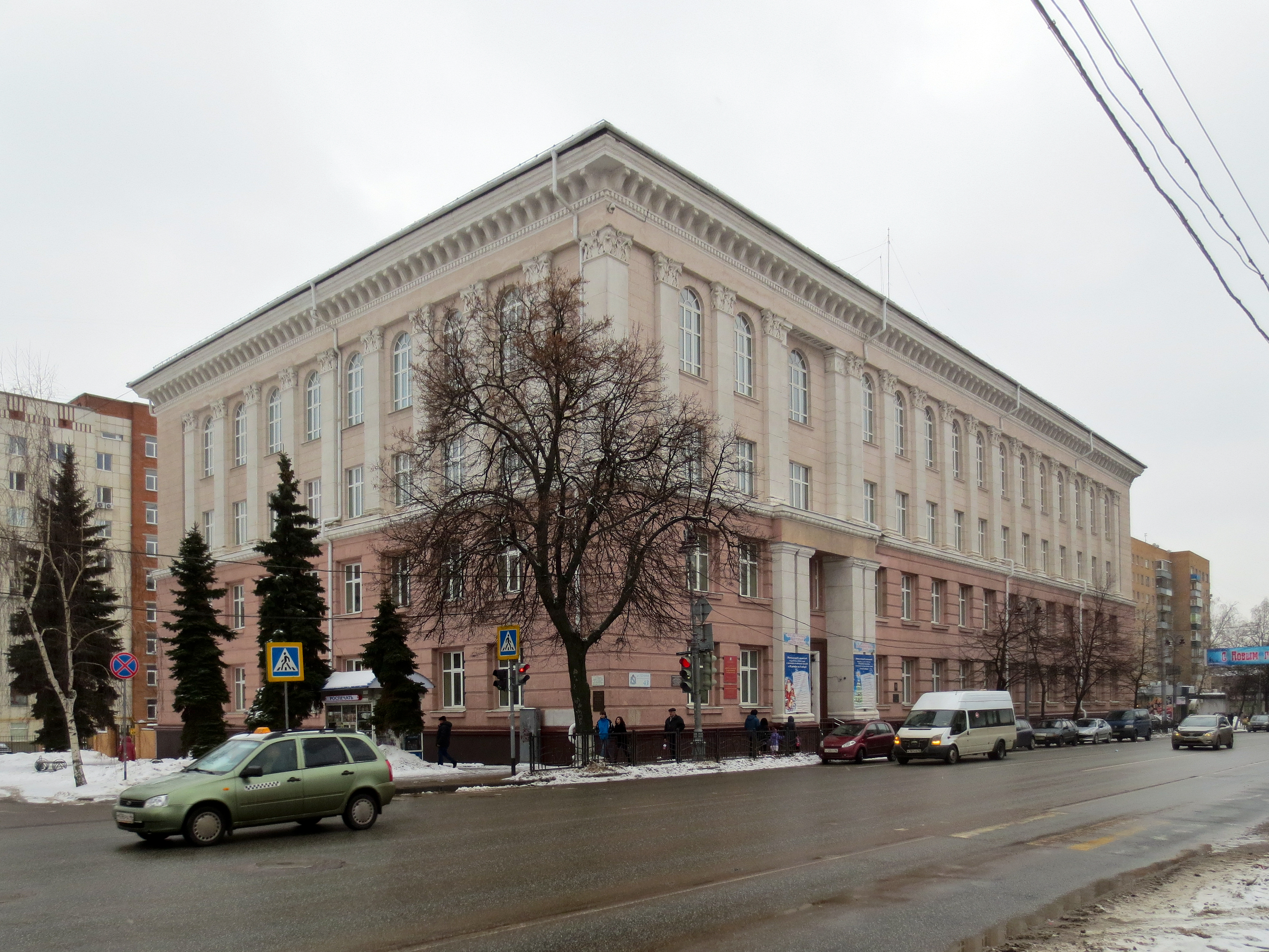
Здание Советской партийной школы по улице Ленина, 43
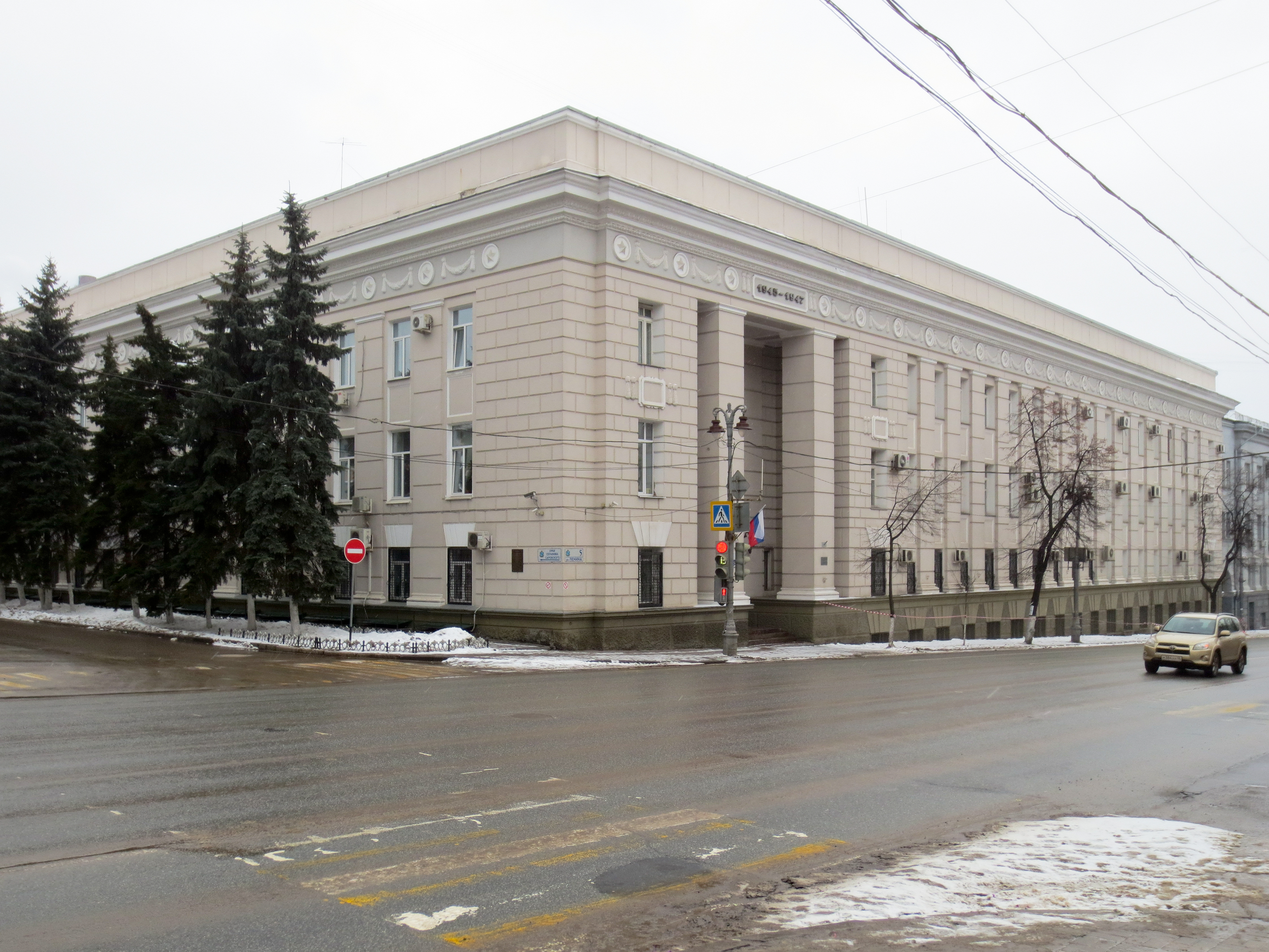
Административное здание УМВД Курской области по улице Ленина, 5
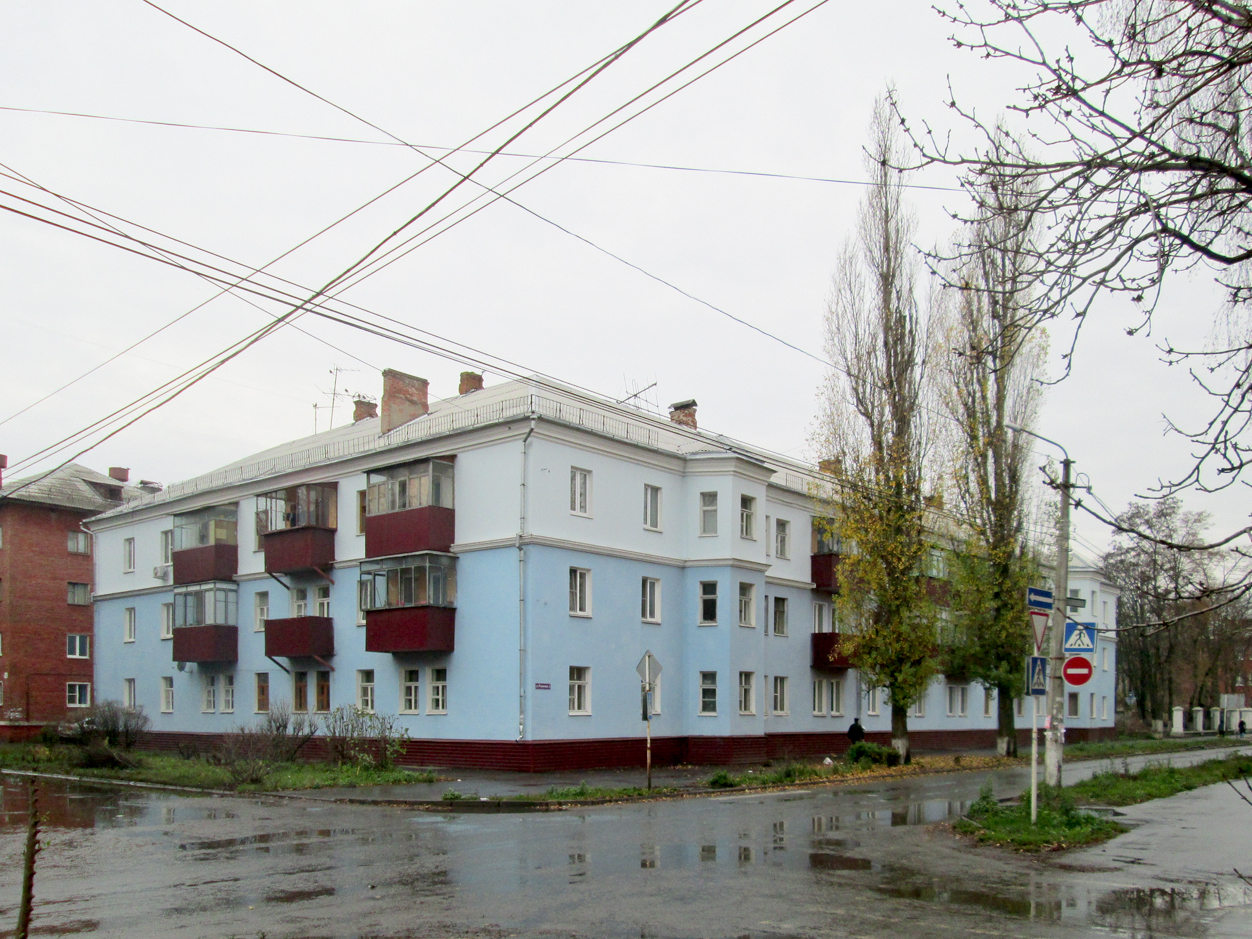
3-этажный 42-квартирный жилой дом по улице Резиновой, 5
Дом связи на Красной площади, 8

##### Планировочные работы
- Проект планировки центрального рынка в Курске на улице Дзержинского (1947).
- Проект планировки Стрелецкого лесопитомника (1948).
- Проект планировки жилого массива в Кировском районе города Курска (1950).
- Проект благоустройства Красной площади, улиц Радищева, Мясницкой, Дзержинского (1950).
- Детальный проект планировки и застройки жилого посёлка Курского резинового завода в Рышково (1952).
- Детальный проект планировки и застройки жилого посёлка Курского резинового завода в Рышково (1955).
- Планировка парка завода КЗТЗ (1958) (в соавторстве с архитектором Гаркушей Д. И.).

#### Белгород

##### Планировочные работы
- Проект планировки центра города Белгорода (1948) (в соавторстве с архитектором Маригодовым О. В.).

## Оценки творчества А. Н. Иванова
Заслуженный архитектор РСФСР Теплицкий М. Л.:

В послевоенные годы А. Н. Иванов разработал ряд проектов по восстановлению города Курска, разрушенного войной. Он обладал большой работоспособностью.<…> А. Н. Иванов не выработал своего архитектурного почерка, мог работать и выполнять проекты в разных стилях по желанию заказчиков, не проявляя принципиальности в творческом направлении: сказывалось отсутствие специального архитектурного образования.

Заслуженный архитектор РСФСР, начальник Курского областного отдела по делам строительства и архитектуры в 1946—1975 годы Гулин И. Н.:

В 1952 году были закончены и сданы в эксплуатацию на ул. Ленина 3-этажное здание роддома и жилой 4-этажный дом под № 19.
Надо отметить, что оба эти здания имеют ряд существенных недостатков. Так, жилой дом № 19 (арх. А. Н. Иванов) перегружен разномасштабными деталями. Автор пошел явно по линии сладенькой красивости. Этот дом является примером «штучного» подхода автора к разрешению архитектурной задачи.
В здании роддома (арх. А. Н. Иванов) главный вход плохо прорисован и менее подчеркнут, чем боковые входы, не увязан архитектурно с примыкающими окнами; парапетная решетка на здании некрасива, бедна по рисунку и т. д.
Если остановиться на домах, ещё не законченных строительством, то надо признать, что большинство из них удачны по архитектуре и имеют хорошую масштабность. Но некоторые однако из вновь строящихся зданий малы по своим размерам, не имеют достаточной высоты, вследствие этого не войдут органически в будущую застройку и всегда будут вызывать чувство неудовлетворенности. Таков, например, жилой дом напротив парка на улице Дзержинского (арх. А. Н. Иванов)…